# Биченекский перевал
Биченекский или Биченакский перевал (азерб. Biçənək aşırımı), также известный как Сисианский перевал (арм. Սիսիանի լեռնանցք) — горный перевал на Зангезурском хребте. Высота перевала — 2346 м. Расположен на границе Азербайджанской Республики (Шахбузский район) и Республики Армения (Сюникская область).
Через Биченекский перевал проходит шоссейная дорога Евлах—Лачын—Нахичевань. В окрестностях перевала расположены яйлаги (летние пастбища).